# NAACP
NAACP odnosno National Association for Advancement of Colored People jedna je od najstarijih i najutjecajnijih organizacija za ljudska prava u SAD-u. Osnovana je 12. veljače 1909. na dan kada bi američki predsjednik Abraham Lincoln imao 100 godina. 
To je vjerojatno stoga što su osnivači udruge željeli zahvaliti Lincolnu na ukidanju ropstva i drugim njegovim potezima. Samih osnivača bilo je šest, i to dvoje crnaca, troje bijelaca i jedan Židov. Njihova misija bila je borba za ljudska prava Indijanaca, Azijskih Amerikanaca, Afroamerikanaca i Židova. Iako je termin „colored people“ prevladan i više se ne koristi, u povijesnom smislu, on se ne smatra uvredljivim i diskriminacijskim jer se taj termin odnosio na sve ljude koji nisu bili bijelci.
Nakon uličnih nereda u Springfieldu 1908., gdje je Lincoln rođen, bilo je jasno da postoji potreba za jakom i udruženom organizacijom koja bi se bavila tim pitanjima. Premda su se sastali tri mjeseca nakon ovog datuma, on se ipak smatra danom osnutka organizacije. Nakon tri godine organizacija je već imala 6.000 članova i 50 ogranaka. Sjedište joj je grad Baltimore, država Maryland, ali imaju niz značajnih regionalnih ureda.
Organizacijom upravlja nadzorni odbor sastavljen od 64 člana, a na njihovom čelu je predsjednik. Prvi predsjednik NAACP-a bio je bijelac.
Najznačajniji su njihovi potezi masovni prosvjedi zbog prikazivanja nijemog filma "Rođenje nacije", čiji je redatelj D. W. Griffith. U tom filmu veliča se uloga Ku Klux Klana,što je neprihvatljivo po svim demokratskim civilizacijskim obrascima. Osim toga, bili su aktivni pedesetih i šezdesetih godina. 
S američkim predsjednikom Georgeom W. Bushom zahlađeni su odnosi zbog njegove neodgovarajuće reakcije u korist stradalnicima u uraganu Katrina.